# Nelly Danko
Nelly Danko (* 3. července 1951, Lvov) je česká tanečnice a baletka ukrajinského původu, bývalá sólistka baletu Národního divadla v Praze, baletní mistryně, choreografka a taneční pedagožka.

## Život
I když vyrůstala v Užhorodu, narodila se ve Lvově, kde její otec tou dobou studoval na vysoké škole. Nejdříve pracoval jako učitel a poté byl obchodním zástupcem. Její maminka hrávala na housle, ale kvůli bídě po poválečné době odložila svou profesi stranou a začala šít, aby se uživila. Už odmala vedla Nelly k hudbě a když například poslouchali Antonína Dvořáka, tak od začátku chtěla, aby si pod hudbou představovala nějaký děj. Chodila na klavír, gymnastiku a balet a v roce 1961 byla v deseti letech přijata na Kyjevské státní choreografické učiliště, což byla taneční konzervatoř. Tu vystudovala v roce 1969. Protože se ale její matka podruhé vdala, a to za Čecha, rodina se rozhodla přestěhovat do Československa. Po důkladné přípravě u Borise Bregvadzeho zde byla přijata do baletního souboru Národního divadla v Praze, kde to zpočátku neměla moc lehké kvůli invazi vojsk Varšavské smlouvy. Po ztvárnění Carmen v inscenaci Vášeň v roce 1977 dostala sólovou smlouvu a po roce 1989 získala i české občanství. Mimo tance se od roku 1976 věnuje také pedagogice, a to vyučování scénické praxe, klasického a charakterního tance. Kromě Taneční konzervatoři hl. m. Prahy učila i na Taneční konzervatoří Jitky Tázlarové a Antonína Schneidera a od roku 1983 rovněž v Baletu Národního divadla. Poté, co v roce 1985 vystudovala taneční pedagogiku na HAMU, působila na této škole od roku 1986 jako externí pedagog charakterního tance. I přesto, že v červnu 1996 ukončila pozici sólistky baletu v Národním divadle, nadále vystupovala v baletech, ale i v muzikálech. Mimo toho působila jako asistentka choreografa v Praze a různě ve světě. Od roku 1983 je baletním mistrem Národního divadla a v letech 1999 až 2000 byla baletním mistrem Pražského komorního baletu.
Díky svým výrazným dramatickým, temperamentním projevem a citem pro stavbu role si například zatančila Paní von Meck v Čajkovském, Mercedes v Donu Quijotovi, Bathildu v Giselle, Cikánku v Kamenném kvítku, Lady Macbeth v Macbethovi, Sladkou Sue v Někdo to rád..., Zlou sestru v Popelce, Normanovu matku v Psychu , Runu v Radúzovi a Mahuleně, Madge v Sylfidě, Carmen ve Vášni a titulní roli v Isadoře Duncan.
Byla druhou manželkou tanečníka baletu Jana Pirnera.
Za rok 1998 obdržela cenu Thálie v oboru balet, pantomima a současný tanec za ztvárnění titulní role v inscenaci Isidora Duncan v Národním divadle.